# Interzone
Interzone è un film del 1987 diretto da Deran Sarafian. È un film di fantascienza ambientato in un mondo postapocalittico.

## Trama
Interzone è una zona protetta contenente opere e manufatti di valore sopravvissuti alla distruzione causata da una guerra termonucleare. A guardia dell'interzone una barriera invisibile e un gruppo di mutanti telepatici. In continuazione bande di ladri capitanati da Mantis attirati dal tesoro dei manufatti cerca invano di rubarli. Il decano dei monaci muore per erigere una barriera mentale a protezione del monastero. Gli altri monaci incaricano un confratello, Panasonic, di individuare il combattente Swan perché li aiuti a fermare le forze di Mantis. Panasonic riesce fortunosamente nell'incarico, quindi Swan aiutato anche dalla ex-schiava Tara da lui liberata tenta di elaborare un piano per fermare gli avversari.